# 東愛吉
東 愛吉（ひがし あいきち、1911年〈明治44年〉1月15日-1973年〈昭和48年〉6月19日）は、日本の陸軍軍人。終戦時の階級は陸軍少佐。栄典は勲四等瑞宝章。大日本帝国陸軍第7飛行師団の参謀や陸上自衛隊第13普通科連隊長などを務めた。

## 略歴
1911年1月15日、鹿児島県宮之城村（現さつま町）に生まれる。盈進小学校、鹿児島県立第二中学校（現・鹿児島県立甲南高校）を経て、陸軍士官学校（45期）、陸軍大学校を卒業。陸大の同期（55期）に三笠宮崇仁親王がいる。その後、太平洋戦争時は陸軍参謀本部に勤務。
戦後、帰郷し公職追放により軍人を辞めたが、1953年、追放解除後に勧誘を受けた警察予備隊に二等陸佐として横須賀市久里浜幹部学校に入隊した。
1955年、第13普通科連隊長（第2代）兼松本駐屯地司令として長野県松本市に赴任、一等陸佐に昇進する。
1958年、第10師団幕僚長として愛知県守山市に赴任。翌年の伊勢湾台風襲来においては救援及び復興活動を行った。その後、輸送学校副校長、防衛庁陸上幕僚監部付を歴任。
1963年、陸上自衛隊を退職し、住友銀行へ就職。独身寮長・銀行グラウンド管理人を務めた。
1973年6月21日、結腸癌により死去（62歳没）。

## 参考資料
- 『さつま町人物伝』2015年、さつま町郷土史研究会